# The 30th Anniversary Concert - Live in Tokyo
The 30th Anniversary Concert - Live in Tokyo es el quinto disco doble en vivo de la banda inglesa de hard rock y heavy metal Michael Schenker Group, publicado en 2010 por In-Akustik, por motivos de la celebración de los treinta años de carrera. La grabación se llevó a cabo en el recinto Nakano Sun Plaza de Tokio, Japón, el 13 de enero del mismo año. El concierto se transmitió el 27 de marzo del mismo año por la cadena japonesa de televisión NHK-BS2.
Además se lanzó en los formatos DVD y en Blu-ray, que además de poseer el concierto completo contiene material exclusivo de los ensayos en Los Ángeles y el backstage de impresiones de los músicos.

## Lista de canciones

### Disco uno
| N.º | Título                    | Escritor(es)                            | Duración |  |
| 1.  | «Welcome Howl»            | Schenker                                | 2:06     |  |
| 2.  | «Feels Like a Good Thing» | Schenker, Barden                        | 3:45     |  |
| 3.  | «Cry for the Nations»     | Schenker, Barden                        | 5:50     |  |
| 4.  | «Let Sleeping Dogs Lie»   | Schenker, Barden, Glen, Raymond, Powell | 6:59     |  |
| 5.  | «Armed and Ready»         | Schenker, Barden                        | 4:24     |  |
| 6.  | «Victim of Illusion»      | Schenker, Barden                        | 5:22     |  |
| 7.  | «Are You Ready To Rock»   | Schenker, Barden                        | 6:49     |  |
| 8.  | «I Want You»              | Schenker, Barden                        | 4:00     |  |
| 9.  | «Night to Remember»       | Schenker, Barden                        | 4:14     |  |
| 10. | «Into the Arena»          | Schenker                                | 4:22     |  |

### Disco dos
| N.º | Título                     | Escritor(es)     | Duración |  |
| 1.  | «Lost Horizons»            | Schenker, Barden | 9:52     |  |
| 2.  | «Rock My Nights Away»      | Barden, Nye      | 4:48     |  |
| 3.  | «On and On»                | Schenker         | 5:40     |  |
| 4.  | «Attack of the Mad Axeman» | Schenker, Barden | 5:16     |  |
| 5.  | «Ride on My Way»           | Schenker, Barden | 4:27     |  |
| 6.  | «Rock Bottom»              | Schenker, Mogg   | 11:39    |  |
| 7.  | «Dance Gypsy Lady»         | Schenker         | 4:28     |  |
| 8.  | «Doctor Doctor»            | Schenker, Mogg   | 5:51     |  |

## Personal
- Gary Barden: voz
- Michael Schenker: guitarra líder
- Neil Murray: bajo
- Simon Phillips: batería
- Wayne Findlay: teclados, guitarra rítmica y coros